# Oszkó
Oszkó là một thị trấn thuộc hạt Vas, Hungary. Thị trấn này có diện tích 20,31 km², dân số năm 2010 là 660 người, mật độ 32 người/km².